# راغد النجار
راغد النجار، حارس مرمى سعودي، نجار سابقاً، يلعب في نادي النصر.

## مسيرة اللاعب
لعب في النادي الأهلي ونادي الشباب ونادي الفيصلي ونادي الوحدة ونادي التعاون والان يلعب مع نادي النصر في السعودية و سبق له الاحتراف في نادي بارتيزاني تيرانا الألباني.

## روابط خارجية
- راغد النجار على موقع قاعدة بيانات كرة القدم.إي يو (الإنجليزية)
- راغد النجار على موقع Soccerway.com (الإنجليزية)
- راغد النجار على موقع عالم كرة القدم.نت (الإنجليزية)
- راغد النجار على موقع كووورة